# Hans Peter Geering

Hans Peter Geering (1997)

Hans Peter Geering (* 7. Juni 1942; † 14. Mai 2014 in Zihlschlacht; heimatberechtigt in Winterthur und Zürich) war ein Schweizer Elektroingenieur und Professor an der ETH Zürich.

## Leben
Hans Peter Geering studierte bis 1966 Elektrotechnik an der ETH Zürich und promovierte 1971 in Regelungstechnik am Massachusetts Institute of Technology in Cambridge, USA. Nach einer erfolgreichen Karriere bei der Firma Oerlikon-Bührle AG wurde er 1979 vom Bundesrat zum ausserordentlichen Professor für Mess- und Regeltechnik gewählt. Die Beförderung zum ordentlichen Professor für das gleiche Lehrgebiet erfolgte 1985 und die Umbenennung der Professur in Professur für Regeltechnik und Mechatronik 1986.

## Schaffen
In seiner langjährigen und sehr erfolgreichen Karriere als Hochschullehrer bildete Hans Peter Geering bis zu seiner Emeritierung 2007 viele Generationen von Maschinenbau-Studenten in Systemdynamik und Regelungstechnik aus. Seine vielen Forschungsbeiträge in Automobil-, Flugzeug- und Gebäudetechnik legten den Grundstein für bahnbrechende Entwicklungen, die beispielsweise zu Verbesserungen in der Lufthygiene beitrugen. Die zahlreichen Ehrungen und Preise, die er und seine Studenten erhielten, zeugen von der grossen Kreativität und Relevanz seiner Arbeiten. Neben seinen theoretischen Beiträgen verstand es Hans Peter Geering auch, im Rahmen von mehreren Spin-off-Firmengründungen den Transfer von neuen Methoden in die Praxis zu gewährleisten. Überdies hat er die Entwicklung der Bachelor- und Masterstudiengänge sehr geprägt und als Mitglied der Departementsleitung die Struktur des Departements Maschinenbau und Verfahrenstechnik in hohem Masse mitgestaltet.

## Publikationen (Auswahl)
- Optimierungsverfahren zur Lösung deterministischer regelungstechnischer Probleme. Haupt, Bern 1982, ISBN 978-3-258-03196-5.
- Mess- und Regelungstechnik. Mathematische Grundlagen, Entwurfsmethoden, Beispiele. Springer, Berlin 1989, ISBN 978-3-540-53070-1.
- Optimal Control with Engineering Applications. Springer, Berlin 2007, ISBN 978-3-540-69437-3.